# Solanum trichoneuron
Solanum trichoneuron är en potatisväxtart som beskrevs av Miguel Lillo. Solanum trichoneuron ingår i släktet skattor som ingår i familjen potatisväxter. Inga underarter finns listade i Catalogue of Life.